# Petr Linhart
Pour les articles homonymes, voir Linhart.
Petr Linhart, né le 29 mai 1990 à Zruč nad Sázavou, est un joueur tchèque de handball. Il joue our l'équipe nationale tchèque depuis 2013 avec lequel il a participé au championnat du monde 2015 au Qatar. 
Évoluant au Talent Plzeň, il rejoint le Fenix Toulouse Handball à l'intersaison 2016. Après une saison à Toulouse, il rejoint le club allemand du HSC 2000 Cobourg puis retourne après trois saisons au Talent Plzeň.